# Breach (Kent)
Breach – wieś w Anglii, w hrabstwie Kent, w dystrykcie Canterbury. Leży 45 km na wschód od miasta Maidstone i 96 km na wschód od centrum Londynu.